# León Alvarado
León Alvarado, Abogado, diplomático, político hondureño. Nació en Comayagua el 4 de julio de 1810. hombre público y prominente político en pro de la construcción del Ferrocarril Nacional de Honduras.

## Biografía
León Alvarado, fue educado en el Colegio Tridentino de Comayagua, en Filosofía y seguidamente realizó estudios de los idiomas inglés y francés bajo la dirección del doctor Francisco Cruz Castro.

### Vida política y diplomática
En 1833 (junio), León Alvarado aparece en los registros documentales con el cargo de escribiente de la Secretaría de la municipalidad de Comayagua, en cuya actividad inició su larga carrera en la administración pública.
En 1835, León Alvarado es nombrado Jefe Político de Comayagua.
En 1836, León Alvarado es electo Regidor.
En 1837, al asumir el cargo de jefe de Estado Justo Vicente José de Herrera y Díaz del Valle, León Alvarado fue nombrado ministro general del Gobierno.
En 1838 (octubre 26), el Estado de Honduras se separa de la Federación.
siendo don León Alvarado el jefe de Estado. Desempeñó el cargo de ministro general hasta septiembre de 1839, cuando José Francisco Zelaya y Ayes, asume la jefatura de Estado en Juticalpa. Por esa razón aparece firmando, registrando y divulgando el decreto del 5 de noviembre de 1838:
“El Estado Libre y Soberano de Honduras es independiente del antiguo Gobierno Federal, del de los demás estados, y de otro gobierno o potencia extranjera”.
A partir de ese momento Honduras se separa de la República Federal y asume su propio modelo de Estado descentralizado. Siendo Diputado de la Asamblea Legislativa, cuando se emite la Constitución del Estado de Honduras de 1839; en el mismo año, es nombrado Secretario de la Asamblea Legislativa, cuando se emite el Decreto de Estado independiente de Honduras.
Electo diputado entre 1840-1845, y dedicado a promover su casa comercial encargada de representaciones en Belice, desde donde articuló una red de comunicaciones con varios comerciantes del país. Al tomar posesión Juan Lindo como presidente en 1847, es electo diputado y se desempeña como Secretario de la Cámara Legislativa. En 1850, el presidente Juan Lindo enfrascado entre las presiones por la Isla del Tigre y la deuda inglesa, nombra el 23 de octubre de 1850 a León Alvarado como ministro extraordinario para iniciar las negociaciones con Gran Bretaña para un Tratado de Amistad y Comercio.

“Por tanto: y para que el expresado señor don León Alvarado sea tenido y reconocido por el excelentísimo Ministro Plenipotenciario de su Majestad Británica, señor don Federico Chatfield, como tal Plenipotenciario por parte de Honduras para arreglar con él los asuntos mencionados”

En 1852, el presidente Licenciado José Francisco Gómez y Argüelles comisiona a los senadores. León Alvarado, Francisco López y Vicente Vaquero, para viajar hacia El Salvador y entregar el Decreto de nombramiento como Presidente constitucional al ciudadano general José Trinidad Cabañas.
En 1853 (junio), León Alvarado es comisionado del gobierno de José Trinidad Cabañas para la firma de la construcción del ferrocarril interoceánico con Ephraim George Squier. Después de caer el gobierno de José Trinidad Cabañas en octubre de 1855, y asumir el senador Francisco Aguilar, el poder político en Honduras, León Alvarado es nombrado enviado extraordinario y ministro plenipotenciario en la ciudad de Washington D. C., el 7 de febrero de 1856.
León Alvarado es Candidato presidencial independiente en las Elecciones generales de Honduras de 1863 y más tarde en 19 de diciembre de 1866 el capitán general José María Medina emite desde su residencia en la ciudad de Gracias, el nombramiento de Comisionado para el arreglo de la deuda inglesa a León Alvarado, en los términos siguientes: 

“Atendiendo a que el gobierno tiene que arreglar definitivamente la antigua deuda nacional (Deuda Federal del empréstito inglés de 1825) con la Casa Barclay y Cía., lo mismo que la contraída con los señores Hart y Cía. de Londres, y la que resultó reconocida por el arbitramiento de Guatemala a favor del señor don Juan Carmichael de Liverpool; a que hay que hace runa modificación a la Convención del 28 de noviembre de 1859, concerniente a las Tribus de Mosquitos; a que es preciso concluir de una manera expedita los negocios del Ferrocarril Interoceánico y del Banco Nacional, últimamente proyectado. A que hay necesidad de contratar en el exterior, según autorización legislativa, un empréstito suficiente para desarrollar las fuentes de riqueza del país, explotación de minas y maderas preciosas, y que para el logro de estos objetos, es indispensable nombrar un Comisionado Especial que pase a Europa a tratar de concluir estos negocios, he tenido a bien nombrar como en efecto nombró al honorable señor don León Alvarado, para que por sí o en unión e los Ministros Plenipotenciarios de Honduras residentes en Francia e Inglaterra o con alguno de ellos trate y concluya los referidos asuntos”

.
León Alvarado podía haber realizado la Comisión Especial por sí mismo, o en unión de otro representante, ya sea Víctor Herrán o Gutiérrez Lozano.
La Comisionado Especial en la ciudad de Londres, había sido objeto de muchas especulaciones, incriminaciones y refutaciones. Algunos -historiadores- atribuyen que Carlos Gutiérrez Lozano actuando como ministro de Honduras en Gran Bretaña, abusó de la confianza de Alvarado, quien llegó enfermo y cansado a Londres. Abuso que se tradujo en firmar documentos con los Tenedores de Bonos, suscribir empréstitos y reconocer deudas que permitieron a Gutiérrez Lozano quedar exento de responsabilidad con la hacienda pública de la República. y Carlos E. Gutiérrez

## Fallecimiento
En 1870 (marzo 10) 5 a. m., León Alvarado fallece en Londres, Inglaterra. Sus restos descansan en la capilla del Carmen de Comayagua. El gobierno de José María Medina le rindió todos los honores conforme al escalafón de General de División por sus servicios prestados a la Patria.

### Homenajes póstumos
En 1890 (mayo 8), es creado el “Colegio León Alvarado” con una asignación de cuatrocientos pesos mensuales, cuyo primer director fue don Pedro Medal, es el reconocimiento a su personalidad histórica por el gobierno del General Bográn.
El Decreto Legislativo del cuatro de octubre de 1893 que manda levantar una estatua de bronce de seis pies de altura, representando al benemérito patriota León Alvarado; continúa implorando quien lo haga realidad. El monumento y plaza consagrada a León Alvarado debe ser una realidad en Comayagua.